# Jules Lecoutre
Jules Lecoutre (* 24. April 1878 in Tourcoing; † 18. April 1962 in Algier, Algerien) war ein französischer Turner.

## Leben
Jules Lecoutre belegte bei den Olympischen Sommerspielen 1900 in Paris in dem als „Championnat International de Gymnastique“ bezeichneten Einzelmehrkampf den 37. Platz.